# NGC 6004
NGC 6004 is een balkspiraalstelsel in het sterrenbeeld Slang. Het hemelobject werd op 14 juni 1879 ontdekt door de Franse astronoom Édouard Jean-Marie Stephan.

## Synoniemen
- UGC 10056
- MCG 3-40-51
- ZWG 107.46
- IRAS15481+1905
- PGC 56166